# Archichlora compacta
Archichlora compacta är en fjärilsart som beskrevs av Claude Herbulot 1966. Archichlora compacta ingår i släktet Archichlora och familjen mätare. Inga underarter finns listade i Catalogue of Life.